# CAMP
cAMP (cyklisk AMP eller cyklisk adenosinmonofosfat) er et intracellulært signalstof. Stoffet dannes, når receptorer i cellemembranen påvirkes af hormoner og andre signalmolekyler.

## Syntese og nedbrydning
cAMP syntetiseres fra adenosintrifosfat (ATP) af enzymet adenylatcyklase, der er lokaliseret på indersiden af cellens plasmamembran. Hormoner og andre signalmolekyler binder til G-protein-koblede receptorer (GPCR), der går igennem plasmamembranen og leder signaler, der opfanges udefra, ind i cellen. Der er mange hundrede forskellige sådanne receptorer, der hver for sig kan reagere på forskellige signaler. De tilkoblede G-proteiner kaldes således fordi de aktiveres ved at et bundet molekyle guanosindifosfat (GDP) skiftes ud med guanosintrifosfat (GTP). Når et signalmolekyle binder til en sådan receptor, ændrer det tilkoblede G-protein form, og et bundet GDP-molekyle skiftes ud med GTP. Herefter kan G-proteinet aktivere adenylatcyklase.
cAMP nedbrydes til adenosinmonofosfat (AMP) i en reaktion der katalyseres af enzymet fosfodiesterase.

## Funktioner
cAMP igangsætter en kaskade af reaktioner, der påvirker cellens funktion. cAMP virker ikke i sig selv, men ved at binde til og aktivere en række proteiner, der igen påvirker aktiviteten af mange proteiner. Proteiner aktiveret af cAMP er proteinkinase A (PKA), såkaldte "exchange proteiner aktiveret af cAMP" (EPAC proteiner), cyklisk nukleotid-gatede (CNG) ionkanaler og hyperpolariserings-aktiverede cyklisk nukleotid-gatede (HCN) kanaler. Blandt de mange biologiske processer der benytter sig af cAMP kan nævnes stofskiftet, genregulering, regulering af neurotransmittersyntese, vækstfaktorer og immunsystemet.

## Historie
Earl W. Sutherland og T.W. Rall beskrev i 1958 at de havde observeret, at der blev dannet et varmestabilt stof, når adenosintrifosfat (ATP), magnesiumioner, og et af hormonerne epinefrin eller glukagon blev tilsat til et leverekstrakt og de bestemte strukturen af stoffet til at være cyklisk AMP. Det viste sig at cyklisk AMP var et mellemled, en såkaldt second messenger, i mange hormoners virkningsmekanisme, en opdagelse Sutherland modtog Nobelprisen for i 1971.